# تل مر
تل مر مربوط به دوره هخامنشی است و در شهرستان دشتستان، بخش مرکزی، یک کیلومتری غرب شهر برازجان واقع شده و این اثر در تاریخ ۸ بهمن ۱۳۸۵ با شمارهٔ ثبت ۱۷۱۱۴ به عنوان یکی از آثار ملی ایران به ثبت رسیده است.